# Uğur Ümit Üngör
Uğur Ümit Üngör (ou Ugur Üngör), né à Erzincan en Turquie en 1980, est un historien et chercheur néerlandais, spécialiste des génocides et des violences de masse.

## Carrière
Üngör, naît en Turquie et grandit à Enschede, aux Pays-Bas,, il obtient un doctorat de l'université d'Amsterdam en 2009.
Il enseigne l'histoire à l'université d'Utrecht et la sociologie l'Institut néerlandais d'études militaires (NIOD Instituut voor Oorlogs-, Holocaust- en Genocidestudies), un institut d'études sur la guerre, la Shoah et les génocides. Il publie de nombreux articles concernant la violence de masse et les génocides, en particulier sur le génocide arménien et le génocide rwandais. Üngör enseigne l'histoire internationale à l'université de Sheffield en 2008-2009, puis occupe un poste de chercheur postdoctoral au Centre d'études sur la guerre du University College à Dublin en 2009-2010. Depuis février 2020, il est professeur d'études sur la Shoah et les génocides à l'Institut néerlandais d'études militaires d'Amsterdam.
Le livre d'Üngör basé sur sa thèse, The Making of Modern Turkey: Nation and State in Eastern Anatolia, 1913-50 (Oxford University Press, 2011) est lauréat du Prix de recherche Erasmus de la Praemium Erasmianum Foundation 2010 et du Prix Keetje Hodshon, décerné par la Société royale néerlandaise des arts et des sciences. Üngör reçoit le Heineken Young Scientist Award 2012 en histoire de l'Académie royale néerlandaise des arts et des sciences.
Üngö et l'Arménien Alexander Goekjian, qui a également le scénariste et le réalisateur, sont présentés dans le documentaire The Land of Our Grandparents, qui est diffusé à la télévision publique néerlandaise le 24 avril 2008 et reçoit le prix du meilleur documentaire au Pomegranate Film Festival à Toronto la même année. En 2011 Üngör co-écrit Confiscation and Destruction: The Young Turk Seizure of Armenian Property en 2011.
Ses travaux les plus récents portent sur la dynamique et la violence de la guerre civile syrienne. Il a notamment enquêté pendant plusieurs années sur le massacre de Tadamon en collaboration avec une chercheuse syrienne, et sur le rôle des services de renseignement syriens et les chabihas, milices aux mains du régime de Bachar el-Assad, dans la société syrienne,.

## Prix et récompenses
- Prix de recherche Erasmus de la Praemium Erasmianum Foundation 2010[5].
- Prix Keetje Hodshon décerné par la Société royale néerlandaise des sciences et sciences humaines en 2010[6].
- Heineken Young Scientist Award en histoire de l'Académie royale néerlandaise des arts et des sciences en 2012.

## Publications
- (en) Uğur Ungor et Mehmet Polatel, Confiscation and Destruction: The Young Turk Seizure of Armenian Property, Bloomsbury Publishing, 2011 (ISBN 978-1-4411-1020-6)
- (en) Uğur Ümit Üngör, The Making of Modern Turkey: Nation and State in Eastern Anatolia, 1913-1950, Oxford University Press, 2012 (ISBN 978-0-19-965522-9)
- (en) Uğur Ümit Üngör, Paramilitarism: Mass Violence in the Shadow of the State, Oxford University Press, 2020 (ISBN 978-0-19-882524-1)[9]
- (nl) Uğur Ümit Üngör et Jaber Baker, De Syrische Goelag: Assads Gevangenissen, 1970-2020, Boom, 2022 (ISBN 978-9-02-443206-6)[9]
- (en) Uğur Ümit Üngör et Jaber Baker, Syrian Gulag: Inside Assad's prison system, Bloomsbury, 5 octobre 2023, 416 p. (ISBN 9780755650224)[10]
- (en) Uğur Ümit Üngör, Assad’s Militias and Mass Violence in Syria, 2023[9]